# Eukarioti
Eukarioti su organizmi odnosno stanice kod kojih je nasljedni materijal smješten u jezgri obavijenoj posebnom dvostrukom jezgrinom membranom. U eukariotskoj stanici razvili su se i brojni stanični organeli kojih nema kod prokariotskih organizama, među kojima su: endoplazmatiski retikulum, Golgijev aparat (ili Golgijevo tijelo), lizosomi i dr.
Životinje, biljke, gljive i protisti su eukarioti, dok su bakterije i cijanobakterije prokarioti. Izuzev protista, svi drugi eukarioti su višestanični. Za razliku od eukariota, prokarioti nemaju jezgru i ostale složene stanične strukture. Izraz „eukariot“ potječe od grčke riječi ευ, koja znači pravi/dobar, te od κάρυον, koja znači lješnjak ili jezgru.

## Struktura
Eukariotske stanice su većinom puno veće od onih od prokariota. One imaju niz unutrašnjih membrana i struktura, zvanih organeli, i citoskeleton sastavljen od mikrotubula koji igraju važnu ulogu u definiranju organizacije i oblika stanice. Eukariotska DNK je podijeljena u nekoliko kromosoma, koji su odvojeni mikrotubularnom vretenom tijekom razdiobe nukleusa. Uz dodatak aseksualne stanične diobe, mitoze, većina eukariota ima nekakav proces seksualnog razmnožavanja uz pomoć fuzije stanica, mejoze, koji se ne nalazi u prokariota.

### Unutrašnja membrana
Eukariotske stanice uključuju niz membranom omeđenih struktura, koje se nazivaju endomembranski sustav. Jednostavni odjeljci, koji se zovu vakuole ili vesikule, mogu se formirati pupanjem drugih membrana. Mnoge stanice probavljaju hranu i druge materijale uz pomoć procesa zvanog endocitoza.
Jezgra je okružena dvostrukom membranom s porama koje dopuštaju materijal da se giba unutra i van. Razna cijevkasta produženja središnje membrane stvaraju ono što se zove endoplazmatski retikulum ili ER, koji je uključen u prenošenje i dozrijevanje proteina. To uključuje grubi ER gdje se ribosomi zakvače, a proteini koji se sintetiziraju ulaze u unutrašnji prostor. Oni većinom ulaze u vesikule, koje se stvaraju od glatkog ER. U većini eukariota, ova vesikula koja prenosi proteine biva modifircirana u nakupinu izravnanih vesikula, zvanih Golgijev aparat.
Vesikule se specijaliziraju za razne upotrebe. Primjerice, lizosomi sadrže enzime koji razgrađuju određeni sadržaj vakuola hrane, a peroksisomi se iskorištavaju da razgrade peroksid koji je inače otrovan. Mnogi protociti imaju kontraktilne vakuole koje skupljaju i izbacuju prekomjernu vodu.

### Mitohondriji i plastidi
Mitohondriji su organele koje se nalaze u gotovo svim eukariotima. Obavijeni su dvostrukom membranom, od koje se unutrašnja savija u cristae, gdje se odvija aerobno disanje. Oni sadrže svoju vlastitu DNK te se formiraju fizijom od drugih mitohondrija. Smatra se da su se razvili od endosimbiotičnih prokariota. Malen broj protocita koji nemaju mitohondrije sadrže organele, kao što su hidrogenosomi mitozomi.
Biljke imaju i plastide, koji pak imaju svoju vlastitu DNK. Oni obično zauzimaju oblik kloroplasta, koji poput cijanobakterija sadrže klorofil i stvaraju energiju putem fotosinteze. Druge se uključene u spremanje hrane.

### Strukture citoskeletona
Mnogi eukarioti imaju Flagellum. Oni su sastavljeni većinom od tubulina i silija, koji su uključeni u pokret, hranjenje i osjet. Oni se potpuno razlikuju od prokariotskih flagellum. Njih podupire skupina mikrotubula koji izlaze iz centriola. 
Centriole su prisutne čak i u stanicama i nakupinama koje nemaju flagellum. Oni se većinom javljaju u skupni od jedno ili dvoje, zvanih kinetidi. Oni formiraju primarnu komponentu u strukturi citoskeletona, te se većinom sastavljaju tijekom više staničnih dioba, gdje se jedna flagela dobiva od roditelja, a drugi se deriviraju od njih. Važnost strukture citoskeletona leži u utvrđivanju oblika stanica.

## Razmnožavanje
Dioba jezgre se često koordinira s diobom stanica, ovo se većinom odvija u mitozi, proces koji dopušta svakom novom jezgrom da dobije jednu kopiju od svakog kromosoma. U većini eukariota tu je istodobno i proces seksualnog razmnožavanja, koji tipično uključuje izmjenjivanje između haploidnih generacija, gdje je samo jedna kopija od svakog kromosoma prisutna, i diploidna generacija, gdje su dvije prisutne, koji se odvijaju kroz stapanje jezgre i mejoze. Ipak, postoji i značajna varijacija ovog modela.

## Porijeklo
Pojava eukariota je bio prijelomni trenutak u evoluciji života, pošto one uključuju sve složene stanice i višestanične organizme. Teško je utvrditi pojavu tog događaja; Knoll sugerira da su se razvili prije oko 1.6 do 2.1 milijarde godina. Fosili koji su povezani uz tu grupu počeli su se javljati prije oko 1.2 milijarde godina, u obliku crvenih algi.
Porijeklo endomembranskog sustava i mitohondrija je također sporno. Fagotrofična hipoteza tvrdi da su membrane nastale razvojem endocitoze te su se kasnije specijalizirale; mitohondriji su dobiveni gutanjem, kao plastidi. Sintrofična hipoteza pak tvrdi da su se proto-eukarioti oslonili na proto-mitohondrije za hranu, te su ih tako okružili; membrane su se razvile kasnije, zahvaljujući mitohondrijskim genima.

## Carstva
1. Acritarcha Evitt, 1963
2. Animalia Linnaeus, 1758
3. Chromista Cavalier-Smith, 1981
4. Eukaryota (nesvrstani)
5. Fungi T.L.Jahn & F.F.Jahn ex R.T.Moore, 1980
6. Plantae Haeckel, 1866
7. Protozoa R.Owen, 1858

## Vanjske poveznice
- Eukariotski kromosom  Arhivirana inačica izvorne stranice od 27. rujna 2007. (Wayback Machine)
- Informacije o eukariotima  Arhivirana inačica izvorne stranice od 26. veljače 2007. (Wayback Machine)
- Morfologija eukariota
- David J. Patterson i Mitchell L. Sogin - eukarioti
- Slike eukariota  Arhivirana inačica izvorne stranice od 16. veljače 2007. (Wayback Machine)